# Wolfgang H. Scholz
Wolfgang H Scholz (Dresde, 5 de octubre de 1958) es un pintor, fotógrafo y director de cine alemán. Vive y trabaja en la Ciudad de México y en Múnich, Alemania.

## Biografía
Scholz creció en Dresde en el seno de una familia de una larga tradición de artesanos. Al inicio de los años ochenta estudió Artes plásticas en la Academia de Artes de Dresde. Además estudió grafología de 1987 al 88 con Ingeborg Rudolph en Leipzig. 1989 se trasladó a Múnich, donde fue maestro desde 1990 al 91 en la Universidad de Televisión y Cine de (HFF).
Desde 1992 trabaja para varios canales de televisión europea, entre ellos Bayerischer Rundfunk, Mitteldeutscher Rundfunk, Zweites Deutschen Fernsehen y ARTE. En 1994 funda con Meinhard Prill la productora de cine Sic! Film GmbH y filma su primer largometraje de ficción para cine, Schattensucher, que describe su infancia en Dresde. 
Su trabajo artístico se fundamenta conceptualmente en la fotografía, las instalaciones multimedia y en la pintura es sobre todo figurativa. Los elementos que atraviesan su arte son: el manejo del movimiento, el tiempo y el espacio, lo cual lo lleva a desarrollar piezas multimedia para escenario con bailerines.
En 2001 llega Scholz a la Ciudad de México. Está casado con la bailarina y coreógrafa mexicana Isabel Beteta De Cou, quien dirige además el Centro Cultural «Los Talleres» en la Ciudad de México.
En 2013 fue el designado a la Academia Sajona de Arte (Alemania). La filmoteca de UNAM y el Museo Chopo (CDMX) presentaron en 2016 y 2017 unas grandes retrospectivas de su obra.

## Selección de exposiciones individuales
- 2017	Galería The Clemente, Nueva York, E.U.

	Museo Chopo, Ciudad de México
- 2016	Filmotéca UNAM, Ciudad de México
- 2015	Museo de Arte Querétaro, México
- 2014	Goethe Institut, Ciudad de México

	Galería Blanco, Buenos Aires, Argentina
- 2013	Centro Cultural Borges, Buenos Aires, Argentina

	Teatro Montes de Oca, San José, Costa Rica
	La Casona Municipal, Córdoba, Argentina
- 2012	Museo Regional, Guadalajara, México
- 2011	Museo Ex-Convento del Carmen, Guadalajara, México

Galería José María Velasco, Ciudad de México
- 2010	Galería UAM Iztapalapa, México D.F.

	Galería Estación Coyoacán of Modern Art, Ciudad de México
- 2009	Nuevo Associación de Arte de Sajonian, Dresde, Alemania

	Museo del Arzobispado, Ciudad de México
- 2008	Galería Seminario de Cultura Mexicana, Ciudad de México
- 2005	Museo del Chopo, Ciudad de México
- 1994	Black Box, Gasteig, Múnich, Alemania
- 1991	Galería Carl Baasel, Starnberg, Alemania

## Selección de exposiciones colectivas
- 2017	Savvy Contemporary, Birlen

	Haus des Buches, Leipzig, Alemania
- 2015	Museo Chopo, Ciudad de México

	City Hall, Dresde, Alemania
- 2014	Museu dos Correo, Río de Janeiro, Brasilia

	Museu dos Correo, Brasilia, Brasilia
	Galería Nuett, Dresde, Alemania
	Centro de Expresiones Contemporáneas, Rosario, Argentina
- 2013	BBK Galería, Múnich, Alemania
- 2012	Galería Vértice, Guadalajara, México
- 2008	Museo de Arte de Ciudad Juárez, México
- 2006	Galería Metropolitana, México D.F.
- 1995	Festival de A*Devantgarde en el Teatro Nuevo, Múnich

	Feria de Arte, Galería Walter Bischoff, Los Ángeles, EE. U.U.
- 1993	Teatro "Theaterhaus", Stuttgart, Alemania

	"20 Artistas de Múnich", Altes Rathaus Múnich
- 1991	Galería Walter Bischoff, Stuttgart, Alemania
- 1990	"Ausgebürgert", Albertinum, Dresde, Alemania
- 1989	BBK Galería, Múnich, Alemania

## Selección obras escénicas de danza-multimedia
- 2017	El Vacío - The Void

	Foro CC Los Talleres , Ciudad de México
- 2013	Melancholy - Part 1

Museo Ex-Teresa Arte Actual, Ciudad de México
	Teatro Montes de Oca, San José, Costa Rica
	Centro de Expresiones Contemporáneas, Rosario, Argentina
- 2013	The Inner Labyrinth

	Teatro Nacional, San José, Costa Rica
	Centro de Expresiones Contemporáneas, Rosario, Argentina
- 2005	Ser Viviente

Museo del Chopo, Ciudad de México
	Teatro Centro Cultural Los Talleres, Ciudad de México
- 2002	Cicles

	Teatro del Instituto Peruano-Norteamericano Lima, Perú
	Teatro Miguel Covarrubias (UNAM), Ciudad de México
	Teatro de la Danza, Ciudad de México
- 2001	Landscapes of Love

	Clemente Soto Vélez Cultural Center, New York City, E.U.
	Fringe Festival for Independent Dance Toronto, Canadá
	National Teatro Habana, Cuba
	Centro Fotográfico Álvarez Bravo, Oaxaca, México
	Teatro de la Danza, Ciudad de México
	Centro de la Imagen, Ciudad de México

## Selección de películas
- Tiempo de Cuervos (2014) mediometraje de ficción para cine
- La Imagen Dentro (2009) documental para cine
- Vecinos Distantes (2003) documental
- Alas Perdidas (1999) largometraje de ficción para cine
- El Sueño Real (1995) documental
- Buscador de Sombras (1994) largometraje documental/ficción
- El Impresor de Otto Dix (1992) documental
- Kohlenlothar (1989/90) documental
- Jalando (1988) documental
- Sueño 1 (1986) cortometraje/ficción

## Selección de premios
- 2016 Gold Remi Award, Festival de Cine Internacional Houston, E.U.
- 2015 Award (guion), Int. Filmmaker Festival, Milano, Italia
- 2010 Platinum Remi Award, Festival de Cine Internacional Houston
- 2004 Sächsischer Journalistenpreis (1.Premio)
- 2000 Silver Award, Festival de Cine Internacional Houston, E.U.
- 1991 Festival de Cine Internacional de Dresde (1.º premio)